# Афаг Масуд
Афаг Масуд (на азербайджански: Afaq Məsud) е азербайджанска журналистка, драматург, преводачка и писателка на произведения в жанра драма, получател на Личната пенсия на Президента на Азербайджанската Република. 

## Биография и творчество
Афаг Масуд гизи Валиева е родена на 3 юни 1957 г. в Баку, Азербайджан. Израства в семейство от творци, заобиколена от поети и художници. Увлича се по писането от ранна възраст и пише първия си разказ. През 1979 г. завършва журналистическия факултет на Държавния бакински университет. През 2000 г. защитава докторската дисертация във Виенския университет с дисертация на тема творчеството на Масуди.
В периода 1979 – 1986 г. работи като редактор, член на редакцията на филмовото студио „Азербайджанфилм“, а в периода 1986 – 1988 г. е директор на „Азербайджантелефилм“. От 1989 г. до 2014 г. е председател на Републиканския център за превод и литературни връзки и главен редактор на списанието за световна литература „Хазар“. От 1991 г. е председател на Републиканския център за превод и литературни отношения. На 16 май 2014 г. Афаг Масуд е назначена за директор на Центъра за преводи към Кабинета на министрите на Република Азербайджан.
Първият ѝ разказ е публикуван през 1973 г., а първата ѝ новела „Gargish“ е издадена през 1978 г.
Известна е главно като авторка на романи и разкази. Творбите ѝ са преведени и публикувани на много езици, вкл. руски, английски, френски, немски, персийски, арабски, турски и узбекски език. В България не е издавана.
Започва да пише пиеси през 1977 г. Авторка е на пиесите „Can üstə“ (На всичко отгоре), „O məni sevir“ (Той ме обича), „Yol üstə“ (На пътя), „Qatarın altına atılan qadın“ (Жената, хвърлена под влака), „Kərbala“ (Кербала) и „Mənsur Həllac“ (Мансур Халлай). Пиесата „Жена, хвърлена под влака“ е поставена в Азербайджанския държавен академичен театър за опера и балет, а пиесите „На всичко отгоре“ и „Тя ме обича“ са поставени в държавния театър „Юг“.
Прави преводи на творбите на автори като Франц Кафка, Ги дьо Мопасан, Томас Улф и Габриел Гарсия Маркес, и на древни суфистки ръкописи на Насифи, Газали и Ибн Араби, на азербайджански език.
Член е на Съюза на писателите в Азербайджан от 1981 г. През 2003 г. е обявена за „заслужил писател“, а през 2019 г. получава почетното звание „народен писател“ на Република Азербайджан за развитието на азербайджанската култура. През 2017 г. е удостоена с Ордена „Слава“ от президента на Република Азербайджан Илхам Алиев за заслугите ѝ за развитието на превода в страната.
Афаг Масуд живее със съпруга си в Баку.
На 16 януари 2025 г. от президента на Азербайджанската република, Илхам Алиев, те бяха удостоени с Личната пенсия на президента на Азербайджанската република за техния принос към развитието на азербайджанската литература.

## Произведения
- Üçüncü mərtəbədə (1979)
- Şənbə gecəsi (1984)
- Keçid (1988) – повести и разкази
- Tək (1992
- İzdiham ()
- Azadlıq (1997)
- Roman, esse, hekayə (1999)
- Yazı (2004)
- II İohan (2009)
- Suiti (2011)
- Üzü işığa (2015)
- Şənbə gecəsi və digər hekayələr (2018)

### Пиеси
- Can üstə (2005)
- Aktrisa (2006)
- O məni sevir (2006)
- Qatarın altına atılan qadın (2010)
- Kərbala (2012)
- Mənsur Həllac (2016)

### Екранизации
- Sərçələr ()
- Qonaqlıq ()
- Gecə (2014)
- Cəza (2014)
- Dovşanın ölümü (2015)